# Stara Synagoga w Andrychowie
Stara Synagoga w Andrychowie – pierwsza główna, drewniana synagoga znajdująca się w Andrychowie.
Synagoga została zbudowana najprawdopodobniej w XVIII wieku. W latach 80. XIX wieku roku synagoga uległa znacznemu zniszczeniu, dlatego zadecydowano aby na jej miejscu wznieść nową, murowaną synagogę, której budowę ukończono w 1885 roku.